# Hořensko
Hořensko je malá vesnice, část obce Slaná v okrese Semily. Nachází se 1 km na jihozápad od Slané. Prochází zde silnice II/283. Hořensko je také název katastrálního území o rozloze 2,32 km². V katastrálním území Hořensko leží i Světlá.

## Historie
První písemná zmínka o vesnici pochází z roku 1720.

## Přírodní poměry
Při pravé straně silnice, která vede z Hořenska k rozcestí Zelený háj, se nachází menší mineralogická lokalita. Kromě rud mědi se zde vyskytuje pektolit, pyrit, sádrovec a vivianit.

## Osobnosti
V Hořensku se narodil malíř, grafik, ilustrátor a pedagog Vladimír Komárek (1928–2002), jedna z předních osobností českého výtvarného umění 20. století.

## Další fotografie

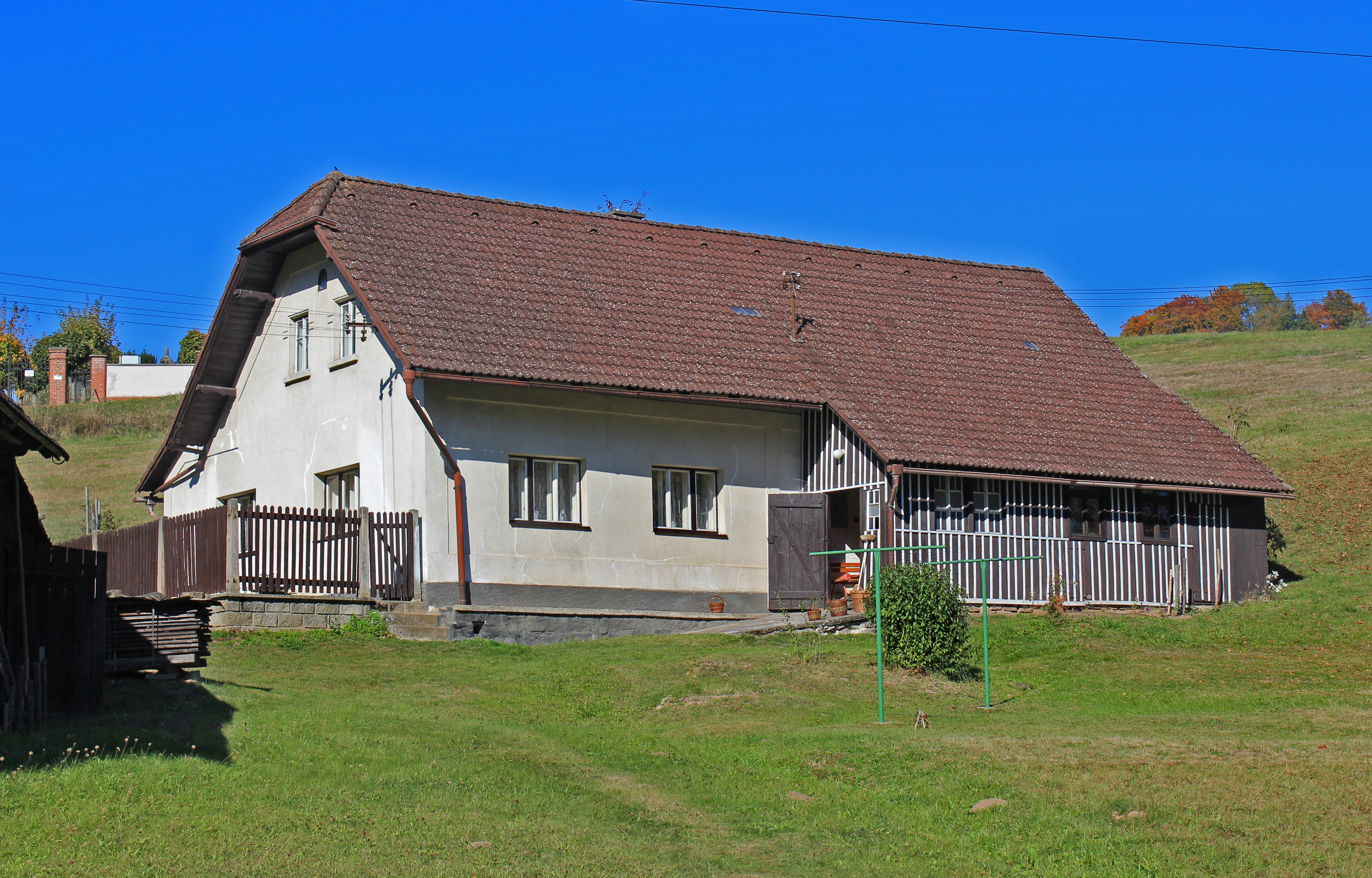
Chalupa čp. 8
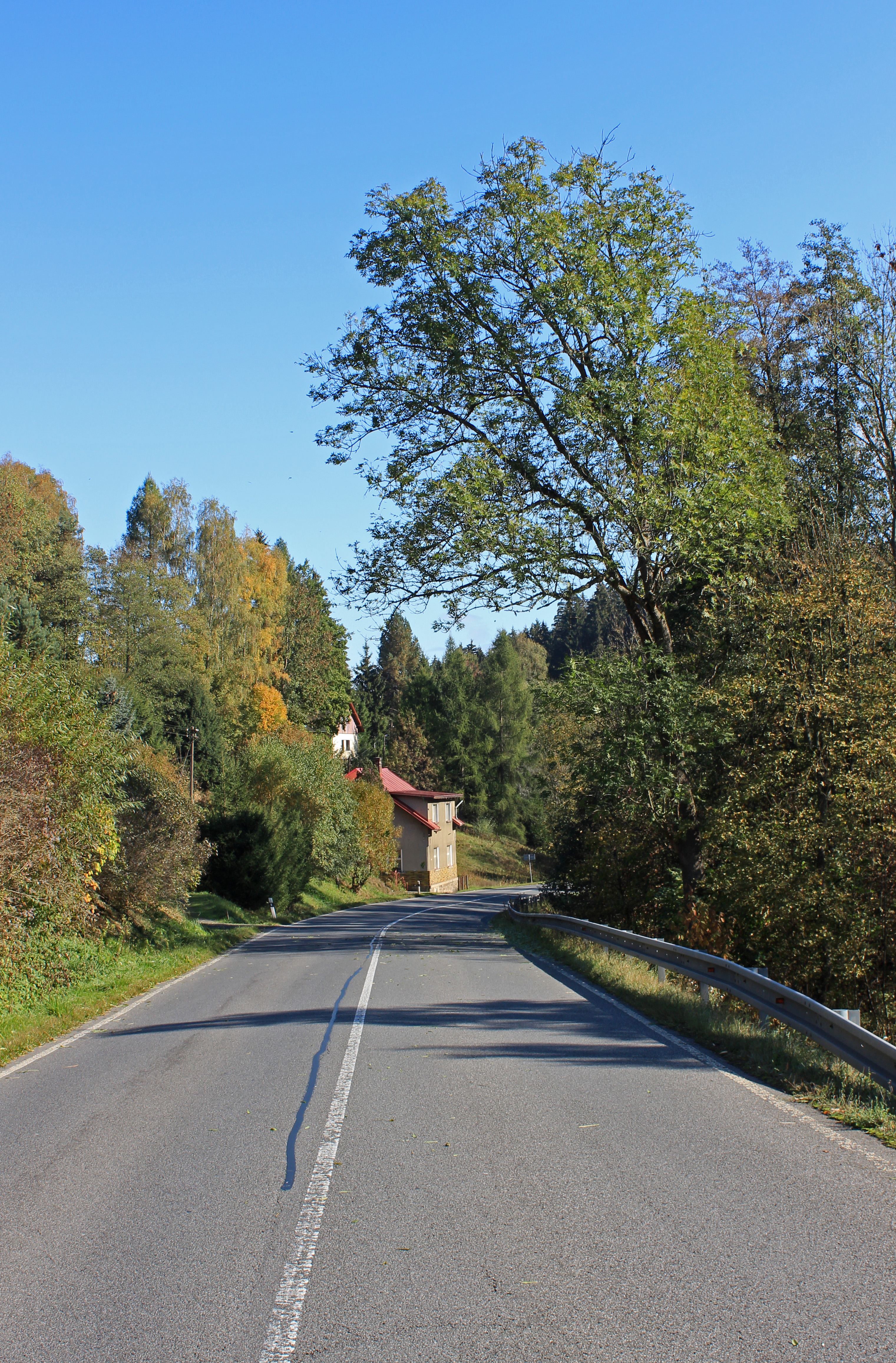
Silnice II/283
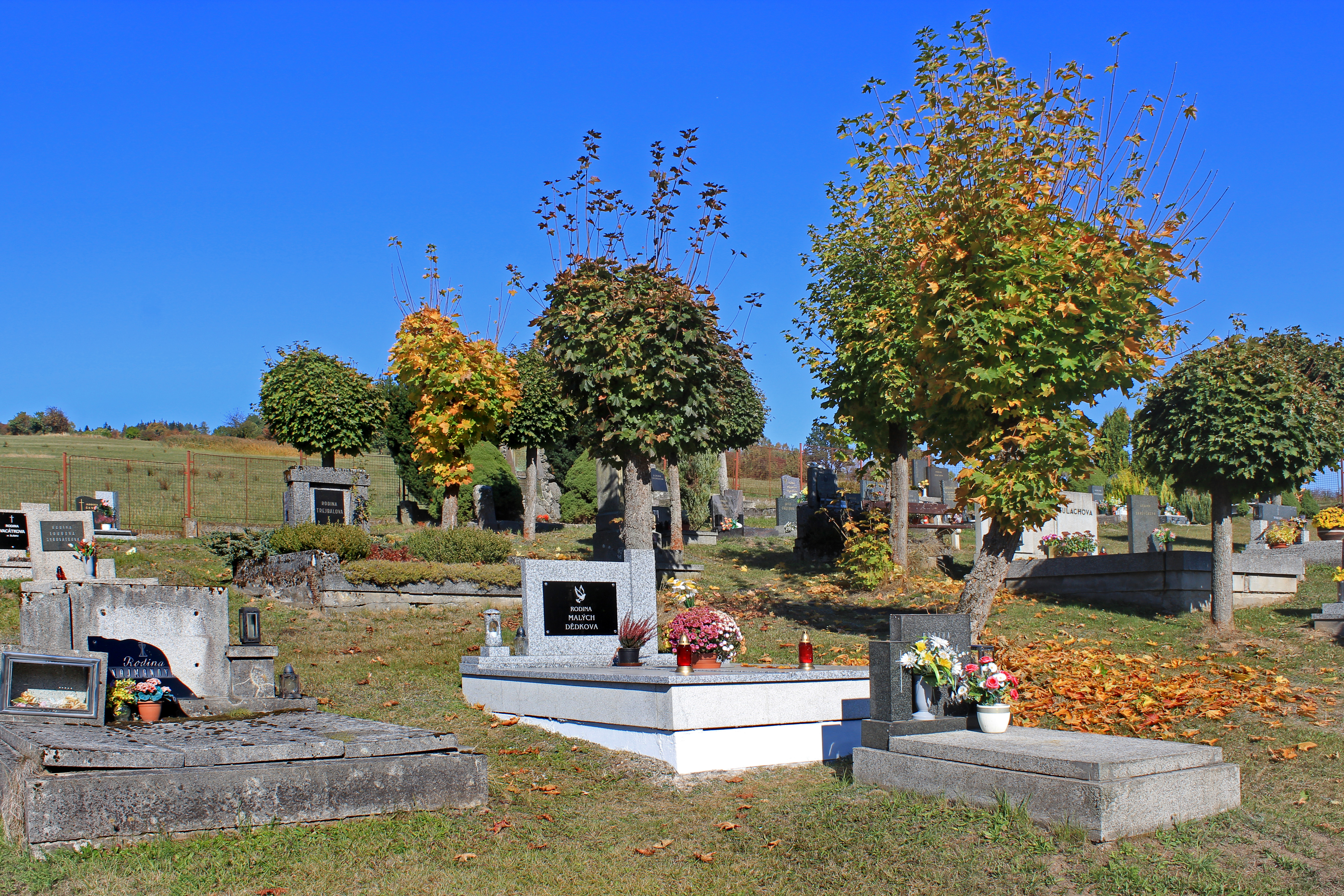
Hřbitov nad vsí